# Krampus

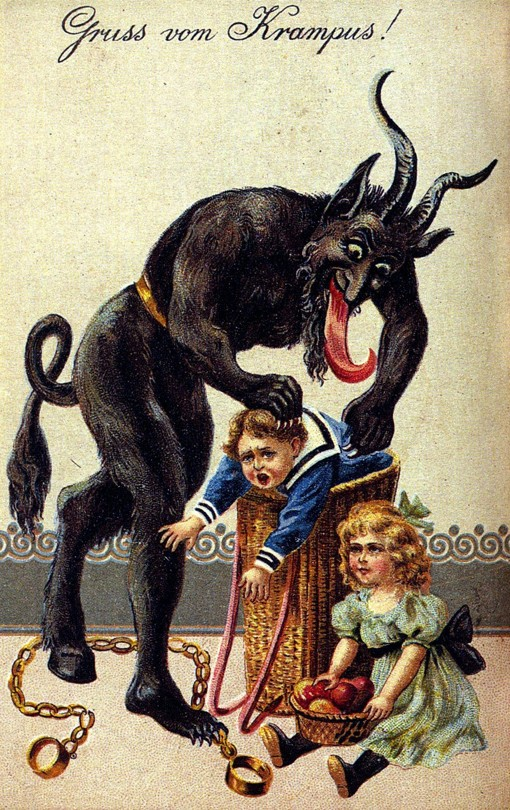
Esempio di Krampuskarten, anni 1910.

Nella mitologia delle zone europee di lingua bavarese e, parzialmente, in quelle di lingua slava e latina, il Krampus è un essere demoniaco che accompagna la figura religiosa-folkloristica della reincarnazione di San Nicola, venendo rappresentato da una tradizionale sfilata in maschera lungo le strade del paese. Tale tradizione è legata alla mitologia cristiana – più precisamente al vescovo San Nicola e al suo servitore denominato Krampus – in cui quest'ultimo è un demonio sconfitto dal santo e perciò, successivamente, costretto a servirlo.
Queste manifestazioni sono eventi tipici della giornata della vigilia di San Nicola, 5 dicembre, nate più di 500 anni fa e tuttora festeggiate in Slovenia, Germania, Croazia, Austria, Italia (Trentino-Alto Adige e Friuli-Venezia Giulia).

## Etimologia
L'etimologia di Krampus non è chiara. Secondo Knobloch deriverebbe da una parola germanica
per "uncini, artigli", da confrontarsi con l'italiano grampa, a sua volta dal gotico hrampa "rampino" (antico alto tedesco krampfo). Altri lo fanno derivare dal bavarese krampn, ovvero "morto, putrefatto".

## Descrizione

### La festa di San Nicola

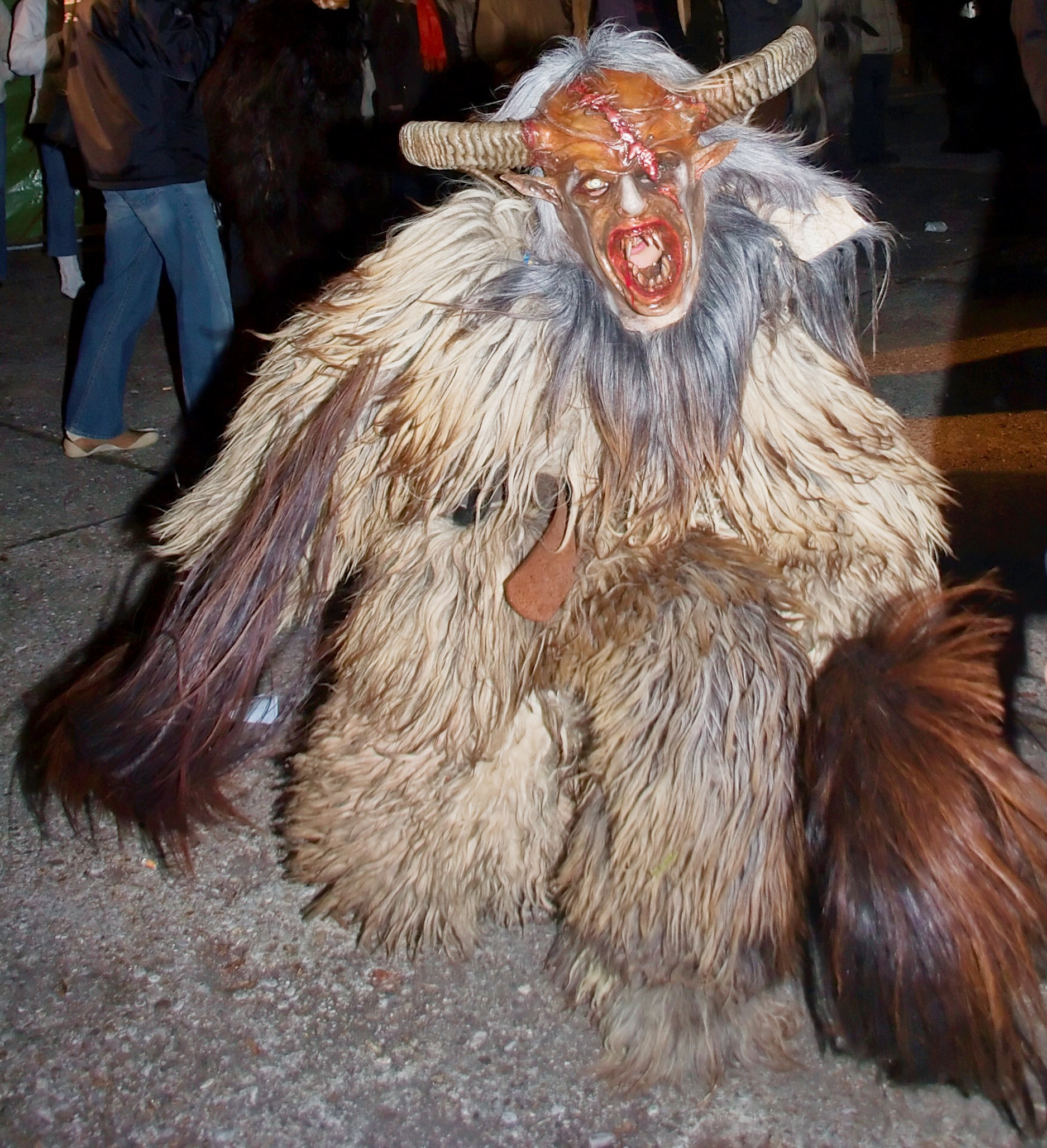

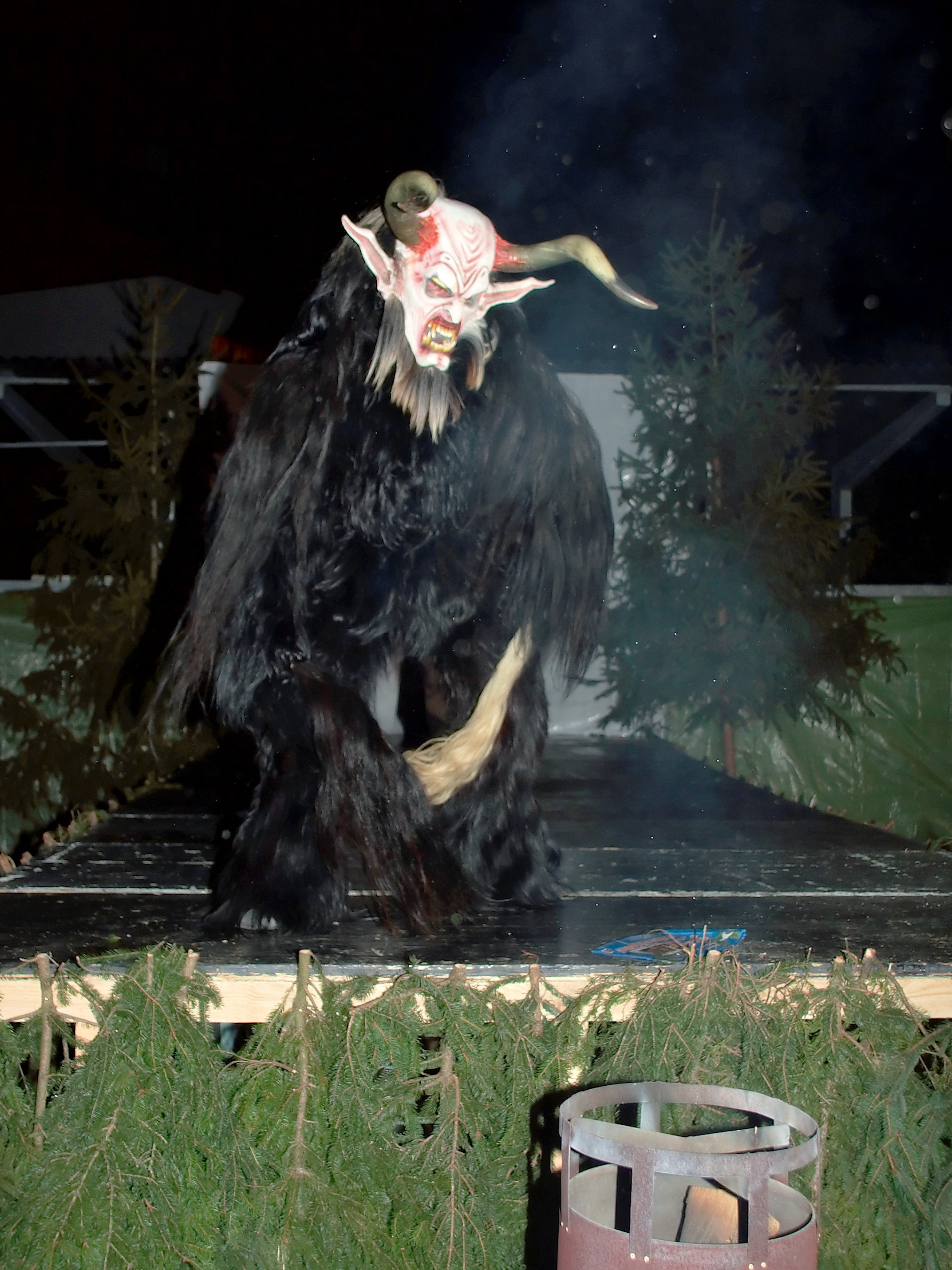

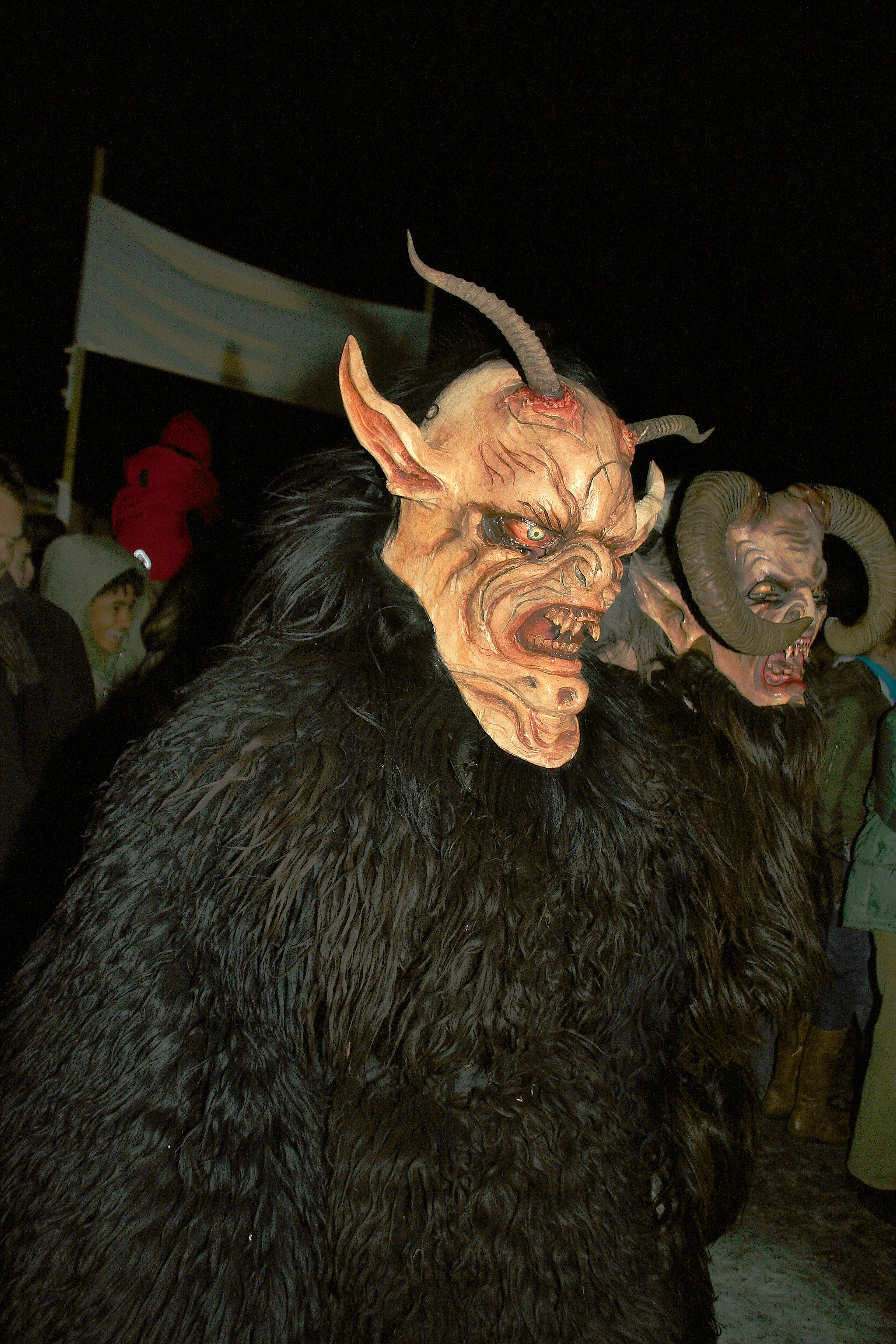

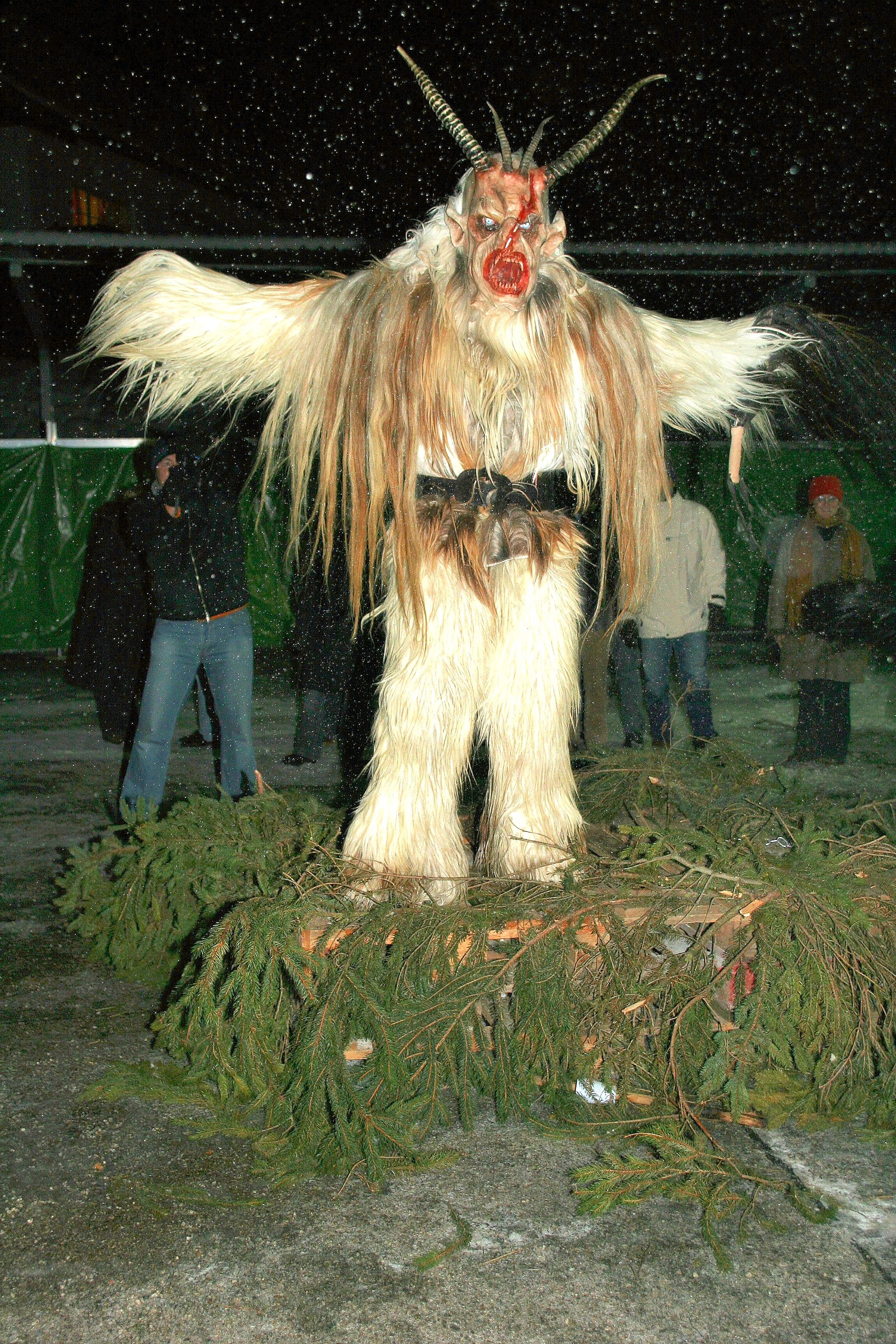

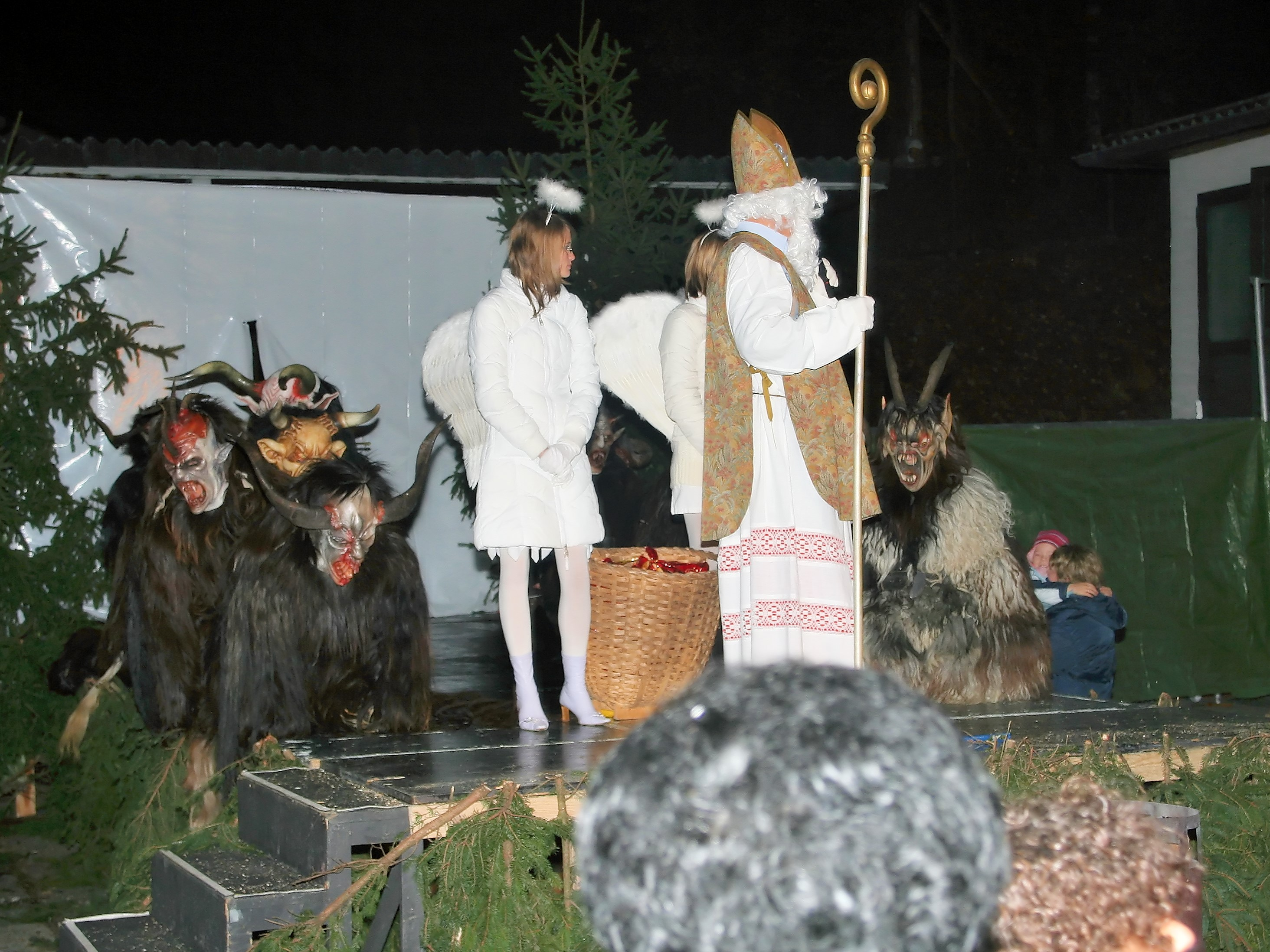

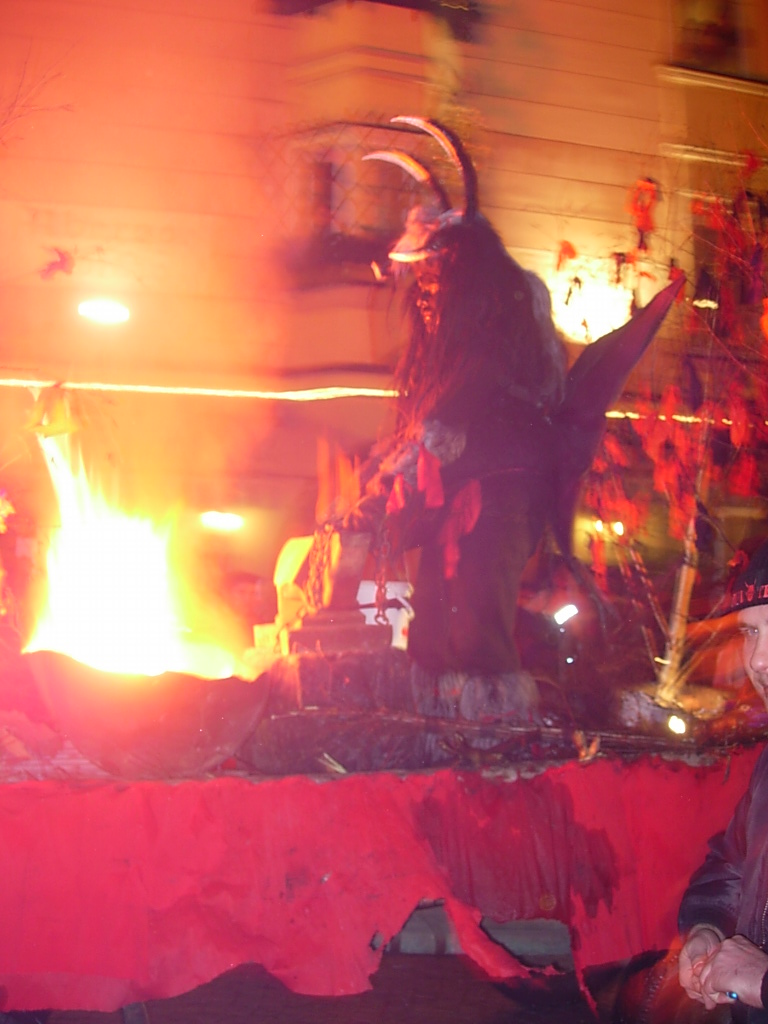

La festa di San Nicola, vescovo di Myra, si festeggia la sera del 5 dicembre. La festa, che si svolge principalmente nell'arco alpino, ha come culmine una sfilata per le vie del paese. La sfilata solitamente segue questo ordine: in primis sfila lo stesso San Nicola, a piedi o su di un carro, distribuendo dolciumi e piccoli regali ai paesani; a seguire i Krampus, una masnada di demoni inferociti, armati di fruste e catene.
In Italia questa festa è maggiormente diffusa nella regione del Trentino-Alto Adige, ma viene celebrata anche nell’estremo nord-est del Friuli-Venezia Giulia (in Valcanale, ovvero il territorio della regione della Carinzia storica appartenente all'Italia) e in alcune località del Veneto, come in provincia di Belluno (Cadore). Nel resto d'Europa, la sfilata avviene in molte altre zone, specialmente quelle di lingua tedesca, ma soprattutto in Baviera, Svizzera e Austria.

### IKrampus
I Krampus sono demoni dalle sembianze mostruose e animalesche, scatenati e molto inquietanti, che si aggirano per le strade alla ricerca dei bambini "cattivi". I loro volti sono coperti da terrificanti maschere diaboliche, i loro abiti sono laceri, sporchi e consunti. I Krampus, vagando per le vie dei paesi, provocano rumori ottenuti da campanacci o corni, che li accompagnano nel tragitto che compiono, mentre colpiscono con frustate la gente.
L'origine di questa usanza, mantenuta con fiero orgoglio in molti comuni facenti parte dell'area ex-austro-ungarica, risale al periodo pre-cristiano ed è attestata almeno dal VI-VII secolo d.C.. Una delle poche cose di cui si è a conoscenza è che questa manifestazione è legata al solstizio invernale.

È curioso che a mascherarsi secondo la tradizione, e a volte anche in abiti femminili, sono esclusivamente gli uomini. Ma il Krampus può essere anche femminile, e in questo caso si chiama Krampa. Altra regola è che la maschera da loro indossata non deve mai essere tolta in pubblico e gli spettatori non devono mai cercare di toglierla, pena il disonore per lo smascherato.

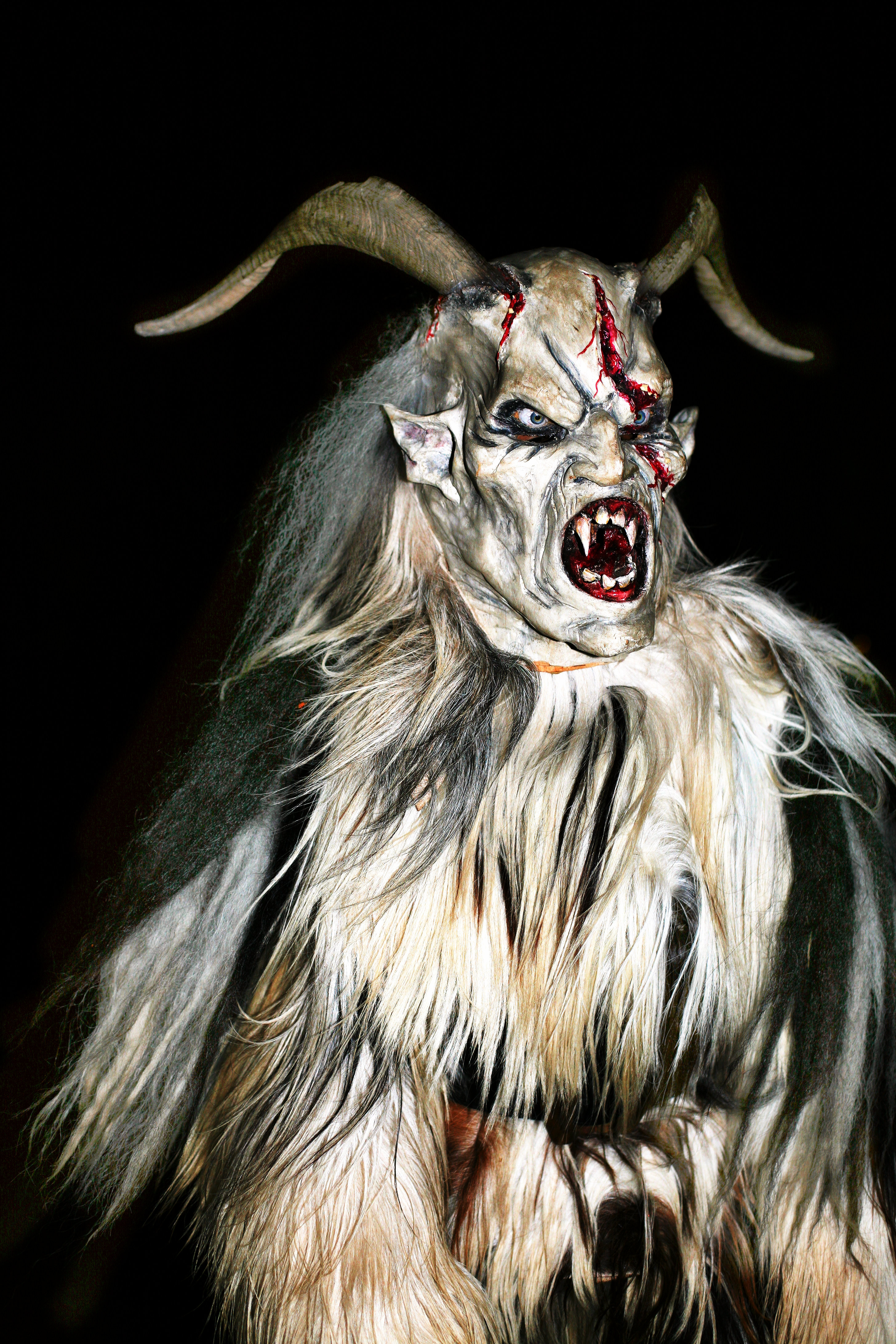
Un Krampus del gruppo di Salisburgo

### La leggenda dei Krampus
Si racconta che tanto tempo fa, nei periodi di carestia, i giovani dei piccoli paesi di montagna si travestivano usando pellicce formate da piume, pelli e corna di animali. Essendo così irriconoscibili, andavano in giro a terrorizzare gli abitanti dei villaggi vicini, derubandoli delle provviste necessarie per la stagione invernale. Dopo un po' di tempo, i giovani si accorsero che tra di loro vi era un impostore: era un demone, che approfittando del suo reale volto diabolico si inserì nel gruppo rimanendo riconoscibile solo grazie alle zampe a forma di zoccolo di capra.
Venne dunque chiamato il vescovo Nicola per esorcizzare l'inquietante presenza. Sconfitto il demone, tutti gli anni, i giovani nel giorno della vigilia di San Nicola, travestiti da demoni, sfilavano lungo le strade dei paesi, non più a depredare, ma a "punire i bambini cattivi", accompagnati dalla figura del vescovo che aveva sconfitto il male.

### Lo svolgimento tipico della festa
La festa inizia con il vescovo San Nicola Benvenuto, solitamente trainato su un carro, che interroga i bambini e si mostra con una folta barba bianca. Con i bambini che nel corso dell'anno si sono comportati bene, egli sarà generoso con piccoli dolci, mentre per quelli che non si sono comportati bene,  un brutto rimprovero. Oltre a questo compito, San Nicola deve placare le ire dei Krampus nei confronti degli spettatori.
In Alto Adige e in altre zone, il Krampus ha in mano una frusta fatta di ramoscelli e un sacco sulla spalla: secondo la leggenda, egli prende i bambini che sono stati cattivi e li porta via nel suo sacco. Accade che alla festa di San Nicola, davanti alla porta di casa di famiglie con bambini si presentino sia San Nicola che uno o più Krampus. San Nicola premia con dolci i bambini buoni, mentre i Krampus minacciano di far sparire i bambini cattivi.

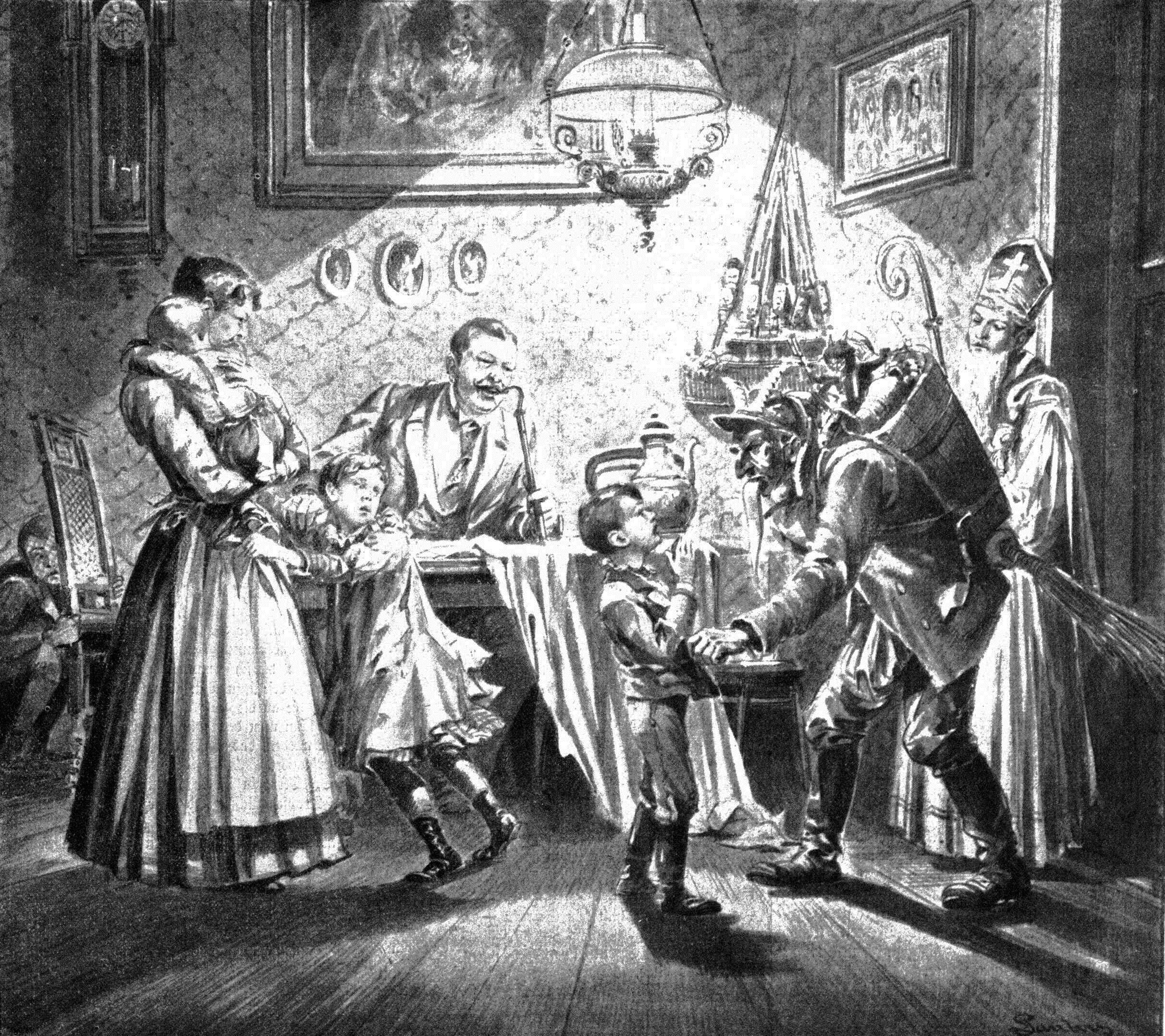
La visita di San Nicola e del Krampus in una famiglia viennese

I Krampus, infatti, sono selvaggi, violenti e inferociti, e quindi in questa particolare serata danno sfogo a quelle forze che per tutto il resto dell'anno rimangono represse. Rincorrono, fra urla, mugugni e grida, i bambini, i ragazzi, ma anche gli adulti e i più anziani, spingono la gente, dando pesanti frustate e colpi di verga alle gambe di chiunque capiti tra i loro piedi.
Appena il sole tramonta, San Nicola scompare dalla sfilata, lasciando incontrollati i demoni, che senza inibizioni rispondono colpo su colpo alle provocazioni dei ragazzi e degli adolescenti. Le rincorse e gli inseguimenti da parte dei demoni possono durare anche ore, fino a quando le tenebre riavvolgono la parata di demoni e, lungo le vie, non è più possibile vederne alcuno.
Per concludere, il divertente e tenebroso spettacolo offerto dai Krampus costituisce un'efficace sintesi di tradizione e cultura.

## Folklore

### Nazionale

#### Trentino-Alto Adige
- a Boccaldo di Trambileno (valle del Leno, Trambileno) arriva San Nicola che distribuisce piccoli regali e dolciumi ai bambini del paese, accompagnato dai Krampus;
- a Bressanone, il 5 dicembre di ogni anno, al calar delle tenebre irrompono per le vie del paese i Krampus insieme a San Nicola. I diavoli rincorrono chiunque si trovi sulla loro via, menando sferzate dolorose con fruste improvvisate e pittando di carbone e grasso il volto dei catturati. La sfilata vede la partecipazione di molto pubblico, anche perché si svolge in concomitanza con i mercatini natalizi;
- a Brunico, ogni anno, il 6 o il 7 dicembre, verso le 18:30 sfilano in cortei pittoreschi per le vie principali oltre 400 Krampus, provenienti da tutto l'Alto Adige e da Coccau (Tarvisio), indemoniati e inferociti con carri e auto "diaboliche" comprendenti prigioni basculanti appositamente preparate per catturare bambini e adolescenti le cui urla rimbombano per tutto il centro cittadino. Nemmeno gli adulti sono risparmiati da colpi di frusta di coda di vacca e fascine di legno appositamente preparate per il pubblico delirio. La sfilata si conclude con fuochi d'artificio;
- a Dobbiaco, ogni anno sfilano più di 500 Krampus provenienti da tutta la regione alpina;
- a Campo di Tures scendono in piazza e per le vie del paese più di 200 Krampus, provenienti dalle aree del vecchio Tirolo e da tutto l'arco alpino;
- a Fierozzo, in Val dei Mocheni, si svolge da qualche anno una sfilata con i "demoni";
- a Levico Terme, in Valsugana, durante i mercatini di natale, si svolge annualmente la tipica sfilata di San Nicola accompagnato dai Krampus, presso il Parco secolare degli Asburgo;
- a Pergine Valsugana, durante i mercatini, sfilano i Krampus. Recentemente sono apparsi i "Krampus buoni" di Amstetten,[9] e i krampus della Valle dei Mocheni;[10]
- a Merano durante la manifestazione "Natale a Merano", tradizionale mercatino di Natale, viene organizzata la sfilata di San Nicola con i Krampus dell'associazione Höllenschlucht Krampus di Lana; da dicembre 2017, al tradizionale mercatino di Natale, sfilano i Krampus dell'associazione Alfagor di Merano;
- a Mori, in Vallagarina, a partire dal 5 dicembre del 2017 la tradizione è stata ripristinata: nel paese si svolge la corsa dei Krampus accompagnati da San Nicola;
- a Ora, verso la fine di novembre (in anticipo rispetto alla tradizione), si organizza una grande sfilata;
- a Pozza di Fassa, da qualche anno si svolge, verso la fine di novembre, una grande sfilata dove partecipano i Krampus della Val di Fassa e i Trudner Teufel di Aldino. Il tutto accompagnato da musica e cibi tipici;
- nella vallata del Primiero, nella sera del 5 dicembre, i Krampus Primör accompagnano San Nicolò per le vie dei paesi; oltre a questa occasione, i Krampus si prestano ad altre manifestazioni locali;

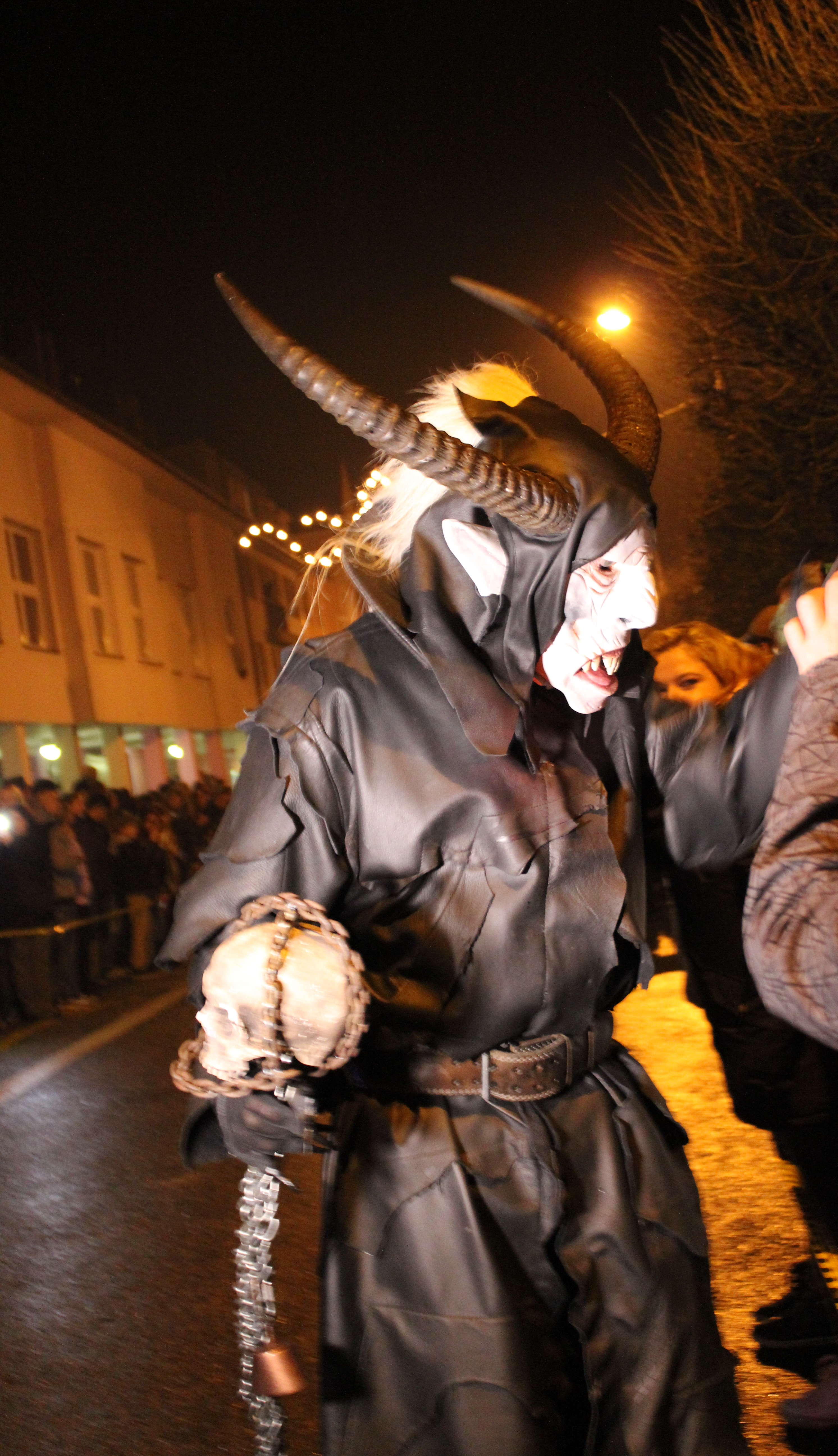
Krampus nella Repubblica Ceca

- a Sesto lungo una via trasversale, i circa 500 Krampus sfilano;
- a Vipiteno, la tradizione vuole che, nel pomeriggio i Krampus, girino per l'intera città su veicoli motorizzati e addobbati, in cerca di bambini e giovani, fino alle 18:00 di sera, ora in cui si radunano, insieme a San Nicolò, in cima alla "Città Vecchia" per l'inizio della sfilata dei carri. Per la tradizione vipitenese, è uso inseguire i Krampus, stuzzicarli, venir imbrattati dal grasso di cui sono ricoperti e subire i colpi di frusta. Anche qui, San Nicolò porta sacchetti colmi di dolci ai piccoli ospiti durante la sfilata, mentre i Krampus lo seguono precedendo il famoso carro di Satana, ove vi è un Krampus con le ali che batte con un martello, su un'incudine immersa nei carboni ardenti.

#### Friuli-Venezia Giulia
- a Tarvisio, ogni anno, il 5 dicembre, sfilano per le vie centrali del paese sia San Nicolò che i Krampus, per poi passare per le case a portare doni ai bambini buoni, carbone a quelli cattivi. Molto suggestiva la sfilata con il Krampus bianco che, giunto in piazza, si inchina a San Nicolò uscente dalla chiesa nel silenzio più assoluto:[11][12]
  - a Tarvisio Centrale (frazione di Tarvisio), nello stesso giorno sfilano per le vie del paese San Nicolò e i Krampus. Torce e fumogeni accompagnano la sfilata dei Krampus arrivati del bosco. La festa si svolge in un campetto dove è posta una gabbia nella quale vengono rinchiusi i bambini più cattivi. Fino al 2008, inoltre, il tutto era arricchito da un gruppo di Krampus austriaci specialisti nei giochi con il fuoco. Finita la festa, anche a Tarvisio Centrale, i Krampus passano per le case a portare doni ai bambini buoni;[13]
  - a Camporosso, ogni anno, il 5 dicembre all'imbrunire, dopo che il sole tramonta dietro alle montagne (ore 17:00 circa), c'è la fiaccolata per il paese e la festa, che si svolge nel piazzale della canonica, dove i Krampus rincorrono i bambini cattivi e San Nicolò li chiama sul palco a recitare una preghierina; il tutto è accompagnato da vin brulé e tè caldo. Dopo la festa in canonica, il Santo finisce il giro per le case, andando a trovare i bambini che non sono potuti andare in canonica, per poi confondersi alla notte con i Krampus, fino al prossimo 5 dicembre;
  - a Coccau, frazione di Tarvisio, la celebrazione si svolge tradizionalmente il 6 dicembre; i krampus accompagnano San Nicolò nell'antica chiesa gotica a lui dedicata, per poi rincorrere i ragazzi nelle stradine innevate, il tutto accompagnato da vin brulé e minestrone;
  - a Fusine in Valromana, ogni anno, il 5 di dicembre, dalle 14:00 circa San Nicolò (accompagnato dagli angeli) ed i Krampus sfilano per tutto il paese, fino a quando, alle 17:30 circa, arrivano in centro dando vita ad una fiaccolata;
  - a Rutte (frazione di Tarvisio), la sfilata si svolge in un anfiteatro naturale dove fiaccole e fumogeni accompagnano la sfilata che vede giungere i Krampus e San Nicolò dal bosco;[14]
  - a Cave del Predil, ogni prima domenica di dicembre, si svolge la tradizionale sfilata per le vie del paese;[15]
- a Malborghetto-Valbruna, la notte del 5 dicembre i Krampus escono dal cuore dell'oscurità dei boschi vicini per scortare San Nicolò nelle vie del paese, dando vita a una suggestiva fiaccolata che si protrae casa per casa, in un'atmosfera di magica reverenza le cui origini si perdono nella notte dei tempi. Chioschi di vin brûlé, bevande calde e dolci allestiti nella piazza del comune accompagnano la celebrazione. Nelle vicine frazioni di Ugovizza e Valbruna la processione si svolge casa per casa;[16]
- a Pontebba si svolge una sfilata l'8 di dicembre, dove i Krampus, chiamati Spitz-Parkl, giungono accompagnati da tamburi e torce e percorrono le vie della città assieme a San Nicolò. La sfilata è la maggiore della manifestazione di tutto il Friuli-Venezia-Giulia che richiama oltre 6000 persone. Terminata la sfilata sono liberi di punire coloro che hanno peccato e i bambini cattivi. Nel 2016 i gruppi partecipanti racchiudevano molteplici nazionalità, fra cui spiccavano quelle austriache e slovene, creando così una varietà di tradizioni e arricchendo la zona non solo con la presenza di Krampus, ma anche di Krampe.
- A Colloredo di Prato si svolge da molti anni la tradizionale festa con i Krampus e San Nicolò, santo patrono del paese.[17]

Veneto
Nella città di Belluno è San Nicolò a portare i doni a tutti i bambini.
• A Frassenè Agordino nel comune di Voltago (Belluno) da molti anni si festeggia l’arrivo di San Nicolò in quanto, le due chiese presenti in paese, sono dedicate a questo santo. (La chiesa antica risale al 1300 d.C.)
Nel frattempo, il gruppo giovani del Comune che comprende anche i comuni limitrofi, mettono in scena una serata molto coinvolgente con l’arrivo dei Krampus, a seguire c’è l’arrivo di San Nicolò che assieme agli angioletti si impegnano per scacciare questi personaggi spaventosi
A Movieland Park (Verona) il 16 ottobre si svolge una sfilata di Krampus, che girano insieme al pubblico per le vie principali del parco.

### Europa
In Austria, benché in ogni paese si effettui una sfilata, le più note sono quelle che si tengono a Innsbruck (a Seefeld si tiene l'8 dicembre) e a Salisburgo.
In Germania le sfilate principali si svolgono in Baviera.

## Influenze
Mascheramenti simili si ritrovano in altre parti dell'Europa, dalla Sardegna al mar Egeo alla penisola iberica, dai Balcani e fino alla Scandinavia, particolarmente in zone di montagna o pedemontane, e sono attestati già nel Basso Medioevo, e questo fa presumere il loro radicamento in epoche e contesti precristiani.
Fra questi, si veda ad esempio:
- I Geisselklepfer, tradizione della Svizzera
- I Silvesterklaus, sempre diffusi in Svizzera
- Gli Tschäggättä nel Lötschental
- I Mamuthones in Sardegna
- I Kukeri, in Bulgaria
- La Capră in Moldavia

In quanto aiutante di San Nicola, si tratta di un personaggio ricollegabile ad altre figure come: Hans Trapp (Alsazia), Zwarte Piet (Paesi Bassi e Belgio), Knecht Ruprecht (Germania del Nord), Houseker (Lussemburgo), Père Fouettard in Francia, Belsnickel o Pelznickel (Germania sud-occidentale), Schmutzli (Svizzera), ecc. Inoltre, può ricollegarsi anche a figure femminili come Frau Holle o Klausenweiblein (Germania e Franca Contea).

## Nei media

### Cinema
- Krampus: The Christmas Devil, diretto da Jason Hull (2013)
- Krampus 2: The Devil Returns, diretto da Jason Hull (2016)
- Krampus - Natale non è sempre Natale, diretto da Michael Dougherty (2015)
- A Christmas Horror Story, diretto da Grant Harvey, Steven Hoban e Brett Sullivan (2015)
- Krampus: The Reckoning diretto da Robert Conway (2015)
- Krampus Unleashed diretto da Robert Conway (2016)
- Krampus Origins diretto da Joseph Mbah (2018)
- Slay Belles, diretto da Dan Walker (2018)
- Mother Krampus, diretto da James Klass (2017)
- Mother Krampus 2: Slay Ride, diretto da Eddie Lengyel (2018)
- Pagan Warrior, diretto da Nick Minaj e Louisa Warren (2019)
- In fondo al bosco, diretto da Stefano Lodovichi (2015)
- Uno Rosso, diretto da Jake Kasdan (2024)

### Serie TV
- Supernatural – Episodio 3x08: "A very Supernatural Christmas" (2009)
- Grimm – Episodio 3x08: "Il gemello di Babbo Natale" (2013)
- American Dad! – Episodio 10x08: "Un racconto di Natale", animazione (2013)
- Scooby-Doo! Mystery Incorporated – Episodio 2x13: "Il mostro Robot" (2013)
- Regular Show - Episodio 8x25 (2016)
- Un passo dal cielo – Episodio 4x01: "La maschera del diavolo" (2017)
- Pagan Peak, serie TV (2019-in corso);
- Freud – Episodio 6x01: "Regressione" (2020)
- Legacies –  Episodio 2x08: "Questo Natale è Stato Sorprendentemente Violento" (2020)

### Videogiochi
- Don't Starve – Mostro presente all'interno del gioco (2013)
- The Binding of Isaac: Rebirth – Boss presente all'interno del gioco (2014)
- Fortnite – Costume presente all'interno del gioco (2017)
- Rock of ages 3 – Boss presente all'interno del gioco (2020)
- Mortal Kombat 1 –  Krampus è un costume del Generale Shao (2023)[20]

### Musica
- Krampus Is Coming to Town – Rusty Cage (2017)